# Spondylus gaederopus
Spondylus gaederopus is een tweekleppigensoort uit de familie Spondylidae. De wetenschappelijke naam werd gepubliceerd in 1758 door Carl Linnaeus in de tiende editie van Systema naturae.
Rechter en linker klep van hetzelfde exemplaar:

Rechter klep
Linker klep